# Samson Siasia
Samson Siasia (Lagos, 14 de agosto de 1967) é um ex-futebolista profissional nigeriano que jogava como atacante. Seu último trabalho foi como técnico da seleção nacional, pela qual disputou a Copa de 1994.

## Carreira
Em 18 anos como profissional, atuou em 9 times, com destaque para Lokeren e Nantes, após defender 3 equipes nigerianas (Julius Berger, Flash Flamingoes e El-Kanemi Warriors). Siasia atuaria ainda no futebol português (Tirsense), na Arábia Saudita (Al-Hilal) e na Austrália (Perth Glory) até encerrar a carreira em 2000, no Hapoel Tzafririm Holon.
Na Seleção Nigeriana, marcou 13 gols em 51 partidas disputadas em 15 anos de carreira internacional.

## Treinador
Siasia dirigiu o elenco da Seleção Nigeriana de Futebol nas Olimpíadas de 2016. Deixou o comando das Super Águias logo após a participação do país na competição, conquistando a medalha de bronze. Antes, havia treinado as seleções de base. Em clubes, comandou apenas o Durgapur FC das Índia, em 2012.

## Títulos
Nigéria
- Copa das Nações Africanas: 1994